# 쓰쓰지가사키관

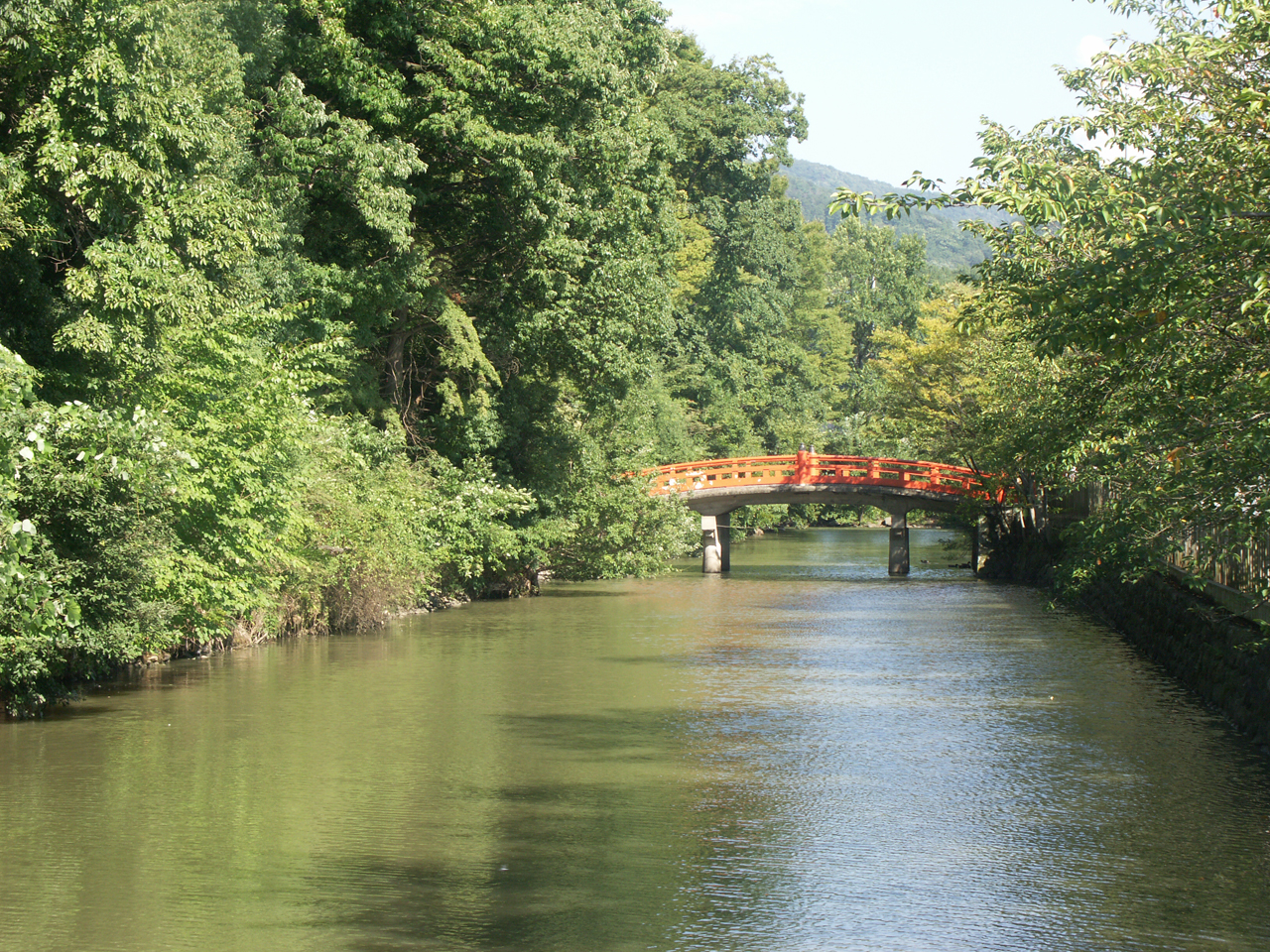
쓰쓰지가사키관 성터.

쓰쓰지가사키관(일본어: 躑躅ヶ崎館 츠츠지가사키야카타[*])은 전국시대에 카이국 야마나시군 고후추(오늘날의 야마나시현 고후시 고후추)에 있었던 성관이다. 카이국수호 타케다씨의 거성으로, 타케다씨가 전국다이묘가 된 이후 영지 경영의 중심지가 되었다.
카이 타케다씨의 본거지로, 영주의 거관과 가신단옥부, 성하도시가 일체화되어 있었다. 노부토라, 하루노부, 카츠요리 3대 60년에 걸쳐 부중(府中; 후추) 역할을 했다. 이후 성관 자체는 버려지고 허물어졌지만 츠츠지가사키관 주변에 형성된 도시는 에도시대에 축성된 고후성과 연결되어 광역권을 이루면서 근대 이후의 고후시의 원형이 되었다.
현재 성관 터에는 타케다신사가 있고, “타케다씨관 터(武田氏館跡)”라는 이름으로 국가사적으로 지정되어 있다. 같은 현의 고슈시에 소재한 카츠누마씨관과 함께 자료가치가 높은 중세 성관터다.